# 総合支所方式
総合支所方式（そうごうししょほうしき）とは、市町村合併時における合併後の行政体制の一つである。

## 概要
総合支所方式では、管理部門や議会をのぞき、各庁舎は合併以前の機能を持つ。従来の庁舎機能をほぼそのまま残しているため、合併による事務効率化が図りにくい。このため合併時の混乱や行政サービス低下を防ぐための暫定的措置とも言える。
例をあげると、愛媛県の四国中央市では、行革大綱の中で「合併後1-2年を総合支所方式、5年後を目処に分庁併用方式への移行、合併10年後に本庁方式へ移行しなければならない」と、現行の総合支所方式から分庁併用方式・本庁方式への移行を打ち出しており、総合支所方式を合併直後の暫定的な措置としている。

## 長所
1. 職員や住民にとっては合併時における戸惑いが生じにくいといわれている。

## 短所
1. 業務の効率化を図りにくい。
2. 廃置分合後の地方公共団体としてまとまりにくい。
3. 職員の効率的配置を図りにくい（合併前とほとんど変わらない職員数が必要）。